# 寿工芸
寿工芸株式会社（ことぶきこうげい）は水槽を中心とした観賞魚用品を製造販売する日本の企業。ブランド名は「コトブキ」である。

## 概要
1955年に創業。古くからニッソーと並び日本国内において観賞魚用水槽で大きなシェアを持つ。普及価格帯の中小型水槽から大型水槽まで広く製造販売している。標準的な規格水槽以外にも「パラドーム」等独自の意匠による水槽も発売している。水槽以外にも水槽台や照明器具、保温器具などアクアリウム用品一般を製造販売している。

## 主な製品
水槽
- レグラスシリーズ

フレームレスガラス水槽。前面角曲げガラス仕様のRと、フラット水槽のF、キューブ型に近い縁取り付小型水槽のCoCoの3つから構成される。横幅による違いの他にRとFは奥行きや高さの違いによってS、M、L、EX、LOWに分かれている。ガラス厚は横幅によってはRとFで異なる場合がある。同社の主力商品である。
- ダックスシリーズ

フレームレスガラス水槽で、らんちゅう水槽やワイド水槽と呼ばれる奥行きが短く高さの低い細長い水槽。
- キューブシリーズ

さいころ型の正方体フレームレスガラス水槽。
- アクアスタイルシリーズ

フィルターなどがセットになったフレームレスガラス水槽。水槽単品もアクアスタイルシリーズに含まれている。
- プログレシリーズ

フレーム付ガラス水槽。プラスティック枠のついた昔ながらの水槽である。フィルターなどがセットになった商品も含まれる。
- パラドーム

前面がブラウン管テレビのように弧状になって飛び出ている水槽。かつては同社インテリア水槽の旗艦的存在であった。
- デビューシリーズ

フィルターなどがセットになったフレーム付水槽のシリーズ。
- パノラマシリーズ

前面の角が45度に曲げられたガラス水槽。他社にはない珍しいタイプの水槽である。
- WIDEシリーズ

ワイドタイプのフレーム付ガラス水槽。
フィルター
- パワーボックスSVシリーズ

外部式フィルター
- トリプルボックスシリーズ

上部式フィルター
- スーパーターボシリーズ

上部式フィルター
- ろかドームシリーズ

水中エアーリフト式フィルター
- ボトムインフィルター

底面フィルター
その他
- パワーサーモ

サーモスタット単体
- マイクロダイヤルヒーター

温度調節が可能なサーモスタット・ヒーター一体型モデル
- サークルオートヒーター／セーフティオート

設定温度26度固定のサーモスタット・ヒーター一体型モデル
- ツインライトシリーズ

照明器具
- スカイライトシリーズ

照明器具
- アクアフィルム

水槽に直接貼り付けるタイプのバックスクリーン
- ろかジャリ

底材

## 参照項目
- アクアリウム
- 熱帯魚用アクアリウムのメーカーの一覧